# Гейр-Бей
Гейр-Бей (англ. Hare Bay) — містечко в Канаді, у провінції Ньюфаундленд і Лабрадор.

## Населення
За даними перепису 2016 року, містечко нараховувало 969 осіб, показавши скорочення на 6,0%, порівняно з 2011-м роком. Середня густина населення становила 28,4 осіб/км².
З офіційних мов обидвома одночасно володіли 5 жителів, тільки англійською — 965.
Працездатне населення становило 42% усього населення, рівень безробіття — 32,4% (30,2% серед чоловіків та 37% серед жінок). 94,4% осіб були найманими працівниками, а 2,8% — самозайнятими.
Середній дохід на особу становив $33 137 (медіана $20 181), при цьому для чоловіків — $43 798, а для жінок $20 576 (медіани — $28 928 та $17 216 відповідно).
27,4% мешканців мали закінчену шкільну освіту, не мали закінченої шкільної освіти — 39,9%, 32,7% мали післяшкільну освіту, з яких 16,4% мали диплом бакалавра, або вищий.
| Статево-вікова структура населення | Статево-вікова структура населення | Статево-вікова структура населення | Статево-вікова структура населення | Статево-вікова структура населення |
| ---------------------------------- | ---------------------------------- | ---------------------------------- | ---------------------------------- | ---------------------------------- |
|                                    |                                    |                                    |                                    |                                    |
| Всього                             | Всього                             | 49,7%50,3%                         |                                    |                                    |
| 0 — 14 років                       | 0 — 14 років                       |                                    | 14,9%                              | 14,9%                              |
| 15 — 64 років                      | 15 — 64 років                      |                                    | 63,4%                              | 63,4%                              |
| 65 і більше                        | 65 і більше                        |                                    | 21,6%                              | 21,6%                              |
| 85 і більше                        | 85 і більше                        |                                    | 1,5%                               | 1,5%                               |
| Середній вік (років)               | Середній вік (років)               | 46,047,1                           | 46,6                               | 46,6                               |
| Медіана (років)                    | Медіана (років)                    | 50,752,1                           | 51,2                               | 51,2                               |
| — чоловіки — жінки                 |                                    |                                    |                                    |                                    |

| Походження мешканців:     | Походження мешканців:     | Походження мешканців: | Походження мешканців: | Походження мешканців: |
| ------------------------- | ------------------------- | --------------------- | --------------------- | --------------------- |
| Походження                |                           |                       | осіб                  | %                     |
| Корінні американці        | Корінні американці        |                       | 30                    | 3.09%                 |
| Інше північноамериканське | Інше північноамериканське |                       | 685                   | 70.62%                |
| Європейське               | Європейське               |                       | 365                   | 37.63%                |
| британське                | британське                |                       | 355                   | 36.6%                 |
| французьке                | французьке                |                       | 10                    | 1.03%                 |

| Зайнятість населення за галузями (за класифікацією NOC): | Зайнятість населення за галузями (за класифікацією NOC): | Зайнятість населення за галузями (за класифікацією NOC): | Зайнятість населення за галузями (за класифікацією NOC): | Зайнятість населення за галузями (за класифікацією NOC): |
| -------------------------------------------------------- | -------------------------------------------------------- | -------------------------------------------------------- | -------------------------------------------------------- | -------------------------------------------------------- |
|                                                          |                                                          |                                                          |                                                          |                                                          |
| Управління                                               | Управління                                               |                                                          | 7,2%                                                     | 7,2%                                                     |
| Бізнес, фінанси та адміністрування                       | Бізнес, фінанси та адміністрування                       |                                                          | 7,2%                                                     | 7,2%                                                     |
| Природничі та прикладні науки                            | Природничі та прикладні науки                            |                                                          | 2,9%                                                     | 2,9%                                                     |
| Охорона здоров'я                                         | Охорона здоров'я                                         |                                                          | 2,9%                                                     | 2,9%                                                     |
| Освіта, правозахист, муніципальні та урядові служби      | Освіта, правозахист, муніципальні та урядові служби      |                                                          | 15,9%                                                    | 15,9%                                                    |
| Роздрібна торгівля та послуги                            | Роздрібна торгівля та послуги                            |                                                          | 10,1%                                                    | 10,1%                                                    |
| Гуртова торгівля, транспорт та обладнання                | Гуртова торгівля, транспорт та обладнання                |                                                          | 40,6%                                                    | 40,6%                                                    |
| Природні ресурси, сільське господарство                  | Природні ресурси, сільське господарство                  |                                                          | 2,9%                                                     | 2,9%                                                     |
| Виробництво                                              | Виробництво                                              |                                                          | 8,7%                                                     | 8,7%                                                     |

## Клімат
Середня річна температура становить 4,4°C, середня максимальна – 20°C, а середня мінімальна – -12,4°C. Середня річна кількість опадів – 1 051 мм.
| Клімат поселення                              | Клімат поселення | Клімат поселення | Клімат поселення | Клімат поселення | Клімат поселення | Клімат поселення | Клімат поселення | Клімат поселення | Клімат поселення | Клімат поселення | Клімат поселення | Клімат поселення | Клімат поселення |
| Показник                                      | Січ.             | Лют.             | Бер.             | Квіт.            | Трав.            | Черв.            | Лип.             | Серп.            | Вер.             | Жовт.            | Лист.            | Груд.            |                  |
| Середній максимум, °C                         | −1,33            | −1,72            | 2,11             | 7,31             | 12,16            | 16,87            | 19,62            | 20,02            | 15,23            | 10,05            | 5,25             | 0,08             |                  |
| Середня температура, °C                       | −6,67            | −7,07            | −3,24            | 1,95             | 6,82             | 11,53            | 16,19            | 16,58            | 11,82            | 6,63             | 1,83             | −3,35            |                  |
| Середній мінімум, °C                          | −12,02           | −12,39           | −8,57            | −3,38            | 1,48             | 6,18             | 12,75            | 13,16            | 8,37             | 3,18             | −1,63            | −6,77            |                  |
| Норма опадів, мм                              | 85               | 84               | 75               | 76               | 79               | 91               | 88               | 86               | 106              | 99               | 89               | 93               |                  |
| Середньомісячна швидкість вітру, м/с          | 5.56             | 5.37             | 5.40             | 5.28             | 4.91             | 4.74             | 4.44             | 4.57             | 4.97             | 5.30             | 5.47             | 5.57             |                  |
| Середньомісячна сонячна радіація, кДж/м²·день | 3771             | 6760             | 10658            | 14111            | 17083            | 19020            | 18810            | 15857            | 11672            | 6875             | 3922             | 2921             |                  |
| --------------------------------------------- | ---------------- | ---------------- | ---------------- | ---------------- | ---------------- | ---------------- | ---------------- | ---------------- | ---------------- | ---------------- | ---------------- | ---------------- | ---------------- |
| Джерело:                                      |                  |                  |                  |                  |                  |                  |                  |                  |                  |                  |                  |                  |                  |